# Laphystia schnusei
Laphystia schnusei är en tvåvingeart som beskrevs av Hermann 1908. Laphystia schnusei ingår i släktet Laphystia och familjen rovflugor.
Artens utbredningsområde är Peru. Inga underarter finns listade i Catalogue of Life.